# Beaucourt-sur-l'Hallue
Beaucourt-sur-l'Hallue là một xã ở tỉnh Somme, vùng Hauts-de-France, Pháp.

## Địa lý
Thị trấn này tọa lạc 9 dặm Anh về phía đông bắc của Amiens trên giao lộ đường D919 và đường D115.

## Dân số
| 1962                                                         | 1968 | 1975 | 1982 | 1990 | 1999 |
| ------------------------------------------------------------ | ---- | ---- | ---- | ---- | ---- |
| 194                                                          | 208  | 225  | 214  | 235  | 226  |
| Số liệu điều tra dân số từ năm 1962, dân số không tính trùng |      |      |      |      |      |